# Ronaldo
Ronaldo Luis Nazário de Lima, vagy egyszerűen Ronaldo (1976. szeptember 18. –) kétszeres világbajnok brazil válogatott labdarúgó. A valaha volt egyik legjobb és legsikeresebb labdarúgó.[forrás?] Beceneve a „Fenomén” (portugálul: O Fenômeno / jelentése: Ritka jelenség, kivételes tehetség, aki/ami nem mindennapi látvány.). 2011. február 14-én jelentette be visszavonulását a pályafutása során többször is visszatérő makacs térdsérülése miatt.
Ronaldo Brazíliával két alkalommal nyerte meg a világbajnokságot, 1994-ben és 2002-ben, 1998-ban pedig ezüstérmet szerzett. A világbajnokságok történetének második legeredményesebb góllövője 15 góllal. Háromszor lett az év labdarúgója (1996-ban, 1997-ben és 2002-ben).

## Magánélete
Ronaldo Bento Ribeiro-ban született, Rio de Janeiro közelében. Ronaldo tényleges születési dátuma 1976. szeptember 18., de mivel édesapja nem regisztráltatta idejében, születési anyakönyvi kivonatában 1976. szeptember 22. szerepel.[forrás?] Futballpályafutása az utcákon kezdődött, barátaival az utcákon játszottak a környékbeliekkel.
1999 áprilisában megnősült, felesége Milene Domingues volt. A házasság négy év után válással végződött. Házasságukból 2000-ben egy fiú született, Ronald. 2005-ben, Ronaldo eljegyezte Daniela Cicarelli-t, a korábbi brazil modellt, az MTV munkatársát, aki terhes lett, de elvetélt. Kapcsolatukból három hónap múlva szakítás lett. Új kapcsolata a brazil szupermodell, Raica Oliveira volt, akivel 2006 decemberében ismerkedett meg. Az író Andrew Downie szerint semmi összefüggés nincs Ronaldo magánélete és a pályán nyújtott teljesítménye között, gólszerzői teljesítménye megegyezik azzal az időszakkal, amikor még boldog házas volt.
2005-ben Ronaldo az A1 Team Brazil társtulajdonosa lett, a brazil motorsport legenda Emerson Fittipaldi mellett. A csapat az A1 Grand Prix sorozaton részt vesz.
2015. március 5-én jelentette be, hogy a North American Soccer League-ben érdekelt Fort Lauderdale Strikers labdarúgó csapatának egyik tulajdonosa és megbízott elnökként tevékenykedik tovább, ráadásul a csapat keretének is tagja.

## Pályafutása
Ronaldo futballtehetségét először 14 éves korában ismerték fel, amikor a korábbi világbajnok Jairzinho beajánlotta a brazil utánpótlás válogatottba és a saját korábbi klubjához, a Cruzeiro-hoz.
Ronaldo 12 gólt lőtt 13 mérkőzésen a brazil nemzeti bajnokságban, és a Minas Gerais állami Mineiro bajnokságban, a Cruzeiro mindhárom gólját ő lőtte a fő rivális Atlético Mineiro ellen aratott 3–1-es győztes meccsen.
Ekkor már figyelte Piet de Visser, és nemsokára leigazolta a PSV Eindhoven 6 millió dollárért. A hollandoknál 57 mérkőzésen 54-szer talált be az ellenfelek kapujába, és nem volt meglepő, hogy játékára felfigyelt az FC Barcelona, ahol az 1996–97-es szezonban játszott, és 49 mérkőzésen 47 gólt lőtt (ami tartalmazza a spanyol kupa és a Kupagyőztesek Európa-kupájában szerzett találatokat is), valamint kiváló teljesítményével jelentősen hozzájárult a katalánok 1997-es KEK győzelméhez.
1997-ben azonban az olasz Interhez igazolt, ahol európai pályafutása során először nem sikerült a bajnokságban a gólkirályi címet megszereznie, ellenben az 1997-98-as UEFA Kupát elhódította a kék-feketékkel.
Egy évvel az 1998-as labdarúgó-világbajnokság után komolyan megsérült a jobb térde, és hosszú hónapokat kellett kihagynia. Visszatérése 2000-ben volt, de csak hét percet játszott a Lazio elleni bajnoki mérkőzésen, miután másodszor is megsérült a térde. Két műtét és 20 hónap rehabilitáció után Ronaldo a 2002-es labdarúgó-világbajnokságra tért vissza és pazar formában játszva, segített Brazíliának megnyerni az ötödik világbajnoki címét. A Ronaldo nevével eladott mezekkel világrekordot értek el. Annyira népszerű volt, hogy amikor hosszabban sérült volt, a szurkolók akkor is folyamatosan éltették a lelátókon. Hírnevét jótékonykodásra is felhasználta.
Minthogy sok vitája volt az Inter vezetőedzőjével, Héctor Cúperrel, nagy sajtóérdeklődés közepette átigazolt a Real Madridhoz, mintegy 39 000 000 €-ért. Bemutatkozó mérkőzésén a Real Madridban duplázott. A szezon végéig 23 bajnoki gólt lőtt (a Bajnokok Ligájában szerzett góljai nélkül). A Bajnokok Ligájában emlékezetes volt a Manchester United ellen elért mesterhármasa, amelyen a Real Madrid ugyan kikapott idegenben 4–3-ra, de a visszavágón aratott 3-1-es győzelem után, 6–5-ös összesítéssel továbbjutottak. A csapat 2003-ban a spanyol bajnoki címet is elhódította (amelyet előző spanyol klubjával, a Barcelonával elbukott).
2007. január 18-án Ronaldo bejelentette, hogy elfogadja az AC Milan ajánlatát, és 7,8 millió dollárért átigazol az olasz klubba. Ronaldo távozását a Milan és a Real közötti pénzügyi viták hátráltatták. Január 25-én Ronaldo Madridból Milánóba repült, hogy megtekintse a Milan Roma elleni mérkőzését. Másnap Ronaldo orvosi vizsgálatai sikeresen befejeződtek, és január 30-án az átigazolási szerződésre is pont került. A csapatban a 99-es mezszámot kapta meg, mivel a kedvenc, klasszikus mezszámát, a 9-est Filippo Inzaghi viselte évek óta a klubban. A Milanban 2007. február 11-én mutatkozott be csereként, a Livorno elleni 2–1-re megnyert mérkőzésen. A következő – a Siena elleni, 2007. február 17-én lejátszott – bajnoki meccsen Ronaldo két gólt lőtt és egy gólpasszt adott, amivel 4–3-ra nyerték a mérkőzést.
Ronaldo pályafutásának érdekessége, hogy két esetben is a hazájuk bajnokságában rivális csapatokban játszott. Ráadásul a milánói rangadókon, mind az Milannak, mind az Internek rúgott gólt (az Interrel az 1998/99-es szezonban, a Milannal a 2006/07-es szezonban). A másik rivális páros a spanyol bajnokság két élcsapata, a Barcelona és a Real Madrid volt.
A 2006–07-es szezonban a Milan megnyerte a Bajnokok Ligáját, azonban Ronaldo, mivel abban az idényben már pályára lépett a sorozatban a Real Madrid tagjaként, a szabályok értelmében nem volt a BL győztes keret tagja.
2008 februárjában Ronaldo újabb súlyos térdsérülést szenvedett, amivel legkevesebb kilenc hónapra vált harcképtelenné. 2008. december 9-én a Corinthians csapatához igazolt azzal, hogy ha visszanyeri régi formáját és versenysúlyát, akkor ismét szerencsét próbál Európában.

### Válogatott pályafutása
Ronaldo 1994-ben mutatkozott be a brazil válogatottban, egy Argentína elleni barátságos mérkőzésen Recifében. Beválogatták az Amerikai Egyesült Államokban rendezett 1994-es világbajnokságra utazó brazil nemzeti tizenegybe (17 éves volt ekkor), de nem játszott. Akkoriban még Ronaldinho néven szerepelt, mivel Ronaldo Rodrigues de Jesus, idősebb csapattársa viselte a Ronaldo nevet (és Ronaldãonak becézték ami egyébként megkülönböztette őket).
Ronaldót 1996-ban és 1997-ben megválasztották az év játékosává, miután az 1998-as világbajnokságon négy gólt lőtt és három gólpasszot adott. A döntő előtti éjszakán váratlan egészségügyi problémái támadtak: görcsrohamtól szenvedett. Nem akarta vállalni a döntőn való szereplést, de Mário Zagallo szövetségi kapitány visszahelyezte a keretbe. Ronaldo – természetesen – nem játszott jól, ráadásul le is sérült Fabien Barthezzel, a francia kapussal való ütközés során. Brazília elvesztette a döntőt a házigazda Franciaországgal szemben 3–0-ra.
Adrian Williams, a Birminghami Egyetem ideggyógyászat professzora szerint Ronaldónak nem is lett volna szabad játszania, mivel lehetetlen volt, hogy 24 órával az első görcsroham fellépése után képes legyen a képessége legjobbját nyújtani.
A következő, 2002-es világbajnokságon Ronaldo megnyerte a aranycipőt, nyolc góljával ő volt a legeredményesebb góllövő. Minden csapatnak gólt lőtt, kivéve Angliának a negyeddöntőben. A döntőben két gólt is szerzett Németország ellen. Góljaival beállította Pelé 12 világbajnokságokon szerzett gólrekordját.
2004. június 2-án, a 2006-os világbajnokság selejtezőjében Ronaldo szokatlan mesterhármast lőtt Brazília fő riválisnak, Argentínának: csapata mindhárom gólját büntetőből szerezte.
A 2006-os labdarúgó-világbajnokságon, noha Brazília megnyerte első két mérkőzését a csoportkörben Horvátország és Ausztrália ellen, Ronaldót gúnyos megjegyzésekkel illették, túlsúlyosnak és lassúnak tartották. Még Brazília elnöke, Luiz Inacio Lula da Silva is megkérdezte a válogatott szövetségi kapitányát: „Ronaldo kövér, ugye?”. Minden támadás ellenére Carlos Alberto Parreira szövetségi kapitány a kezdő keretben tartotta Ronaldót. A Japán ellen szerzett két góljával a huszadik olyan játékos lett, akik három különböző világbajnokságon is gólt lőttek (1998, 2002 és 2006). Június 27-én, miután megszerezte 15. világbajnoki gólját is Ghána ellen a 2006-os világbajnokság nyolcaddöntőjében, megdöntötte a minden idők legjobb világbajnoki góllövőinek 14 gólos rekordját, amit addig Gerd Müller tartott. A 2006-os világbajnokságon elért harmadik góljával Ronaldo lett az egyetlen olyan kétszeres vb-győztes, aki legalább három gólt lőtt mindhárom világbajnokságán. Brazília azonban Franciaországgal szemben – 1–0-s vereséggel – alulmaradt a negyeddöntőben.
Ronaldo 2006. július 1-jéig 97 válogatott mérkőzésen 62 gólt lőtt.
A világbajnokság után, 2006. július 16-án műtéten esett át, aminek az volt a célja, hogy eltávolítsák a bal sípcsontján lévő meszesedést.

## Emberszeretete
2000-ben Ronaldo az ENSZ nagykövete lett. „Senkinek nem kellene elítélni a nyomorban élőket, lehet hogy így születtek, de az is lehet, hogy egy háború következménye miatt ilyen a sorsuk” – mondta Ronaldo.
Ronaldo segített számos izraeli és palesztin gyereknek, jótékonykodott, és el is utazott Izraelbe és Ciszjordániába.

## Pályafutásának statisztikái
| Klub                  | Szezon   | Hazai bajnokság | Hazai bajnokság | Hazai kupa | Hazai kupa | Nemzetközi | Nemzetközi | Összesen | Összesen |
| Klub                  | Szezon   | Mérkőzés        | Gólok           | Mérkőzés   | Gólok      | Mérkőzés   | Gólok      | Mérkőzés | Gólok    |
| --------------------- | -------- | --------------- | --------------- | ---------- | ---------- | ---------- | ---------- | -------- | -------- |
| Cruzeiro              | 1993     | 14              | 12              |            |            | -          | -          | 14       | 12       |
| Cruzeiro              | Összesen | 13              | 12              |            |            | -          | -          | 13       | 12       |
| PSV Eindhoven         | 1994-95  | 34              | 30              |            |            | 2          | 3          | 36       | 33       |
| PSV Eindhoven         | 1995-96  | 13              | 12              |            |            | 5          | 6          | 18       | 18       |
| PSV Eindhoven         | Összesen | 46              | 42              |            |            | 7          | 9          | 53       | 51       |
| FC Barcelona          | 1996-97  | 37              | 34              |            |            | 7          | 5          | 44       | 39       |
| FC Barcelona          | Összesen | 37              | 34              |            |            | 7          | 5          | 44       | 39       |
| Internazionale        | 1997-98  | 32              | 25              | 4          | 3          | 11         | 6          | 47       | 34       |
| Internazionale        | 1998-99  | 20              | 14              | 3          | 0          | 6          | 1          | 29       | 15       |
| Internazionale        | 1999-00  | 7               | 3               | 0          | 0          | 0          | 0          | 7        | 3        |
| Internazionale        | 2000-01  | 0               | 0               | 0          | 0          | 0          | 0          | 0        | 0        |
| Internazionale        | 2001-02  | 10              | 7               | 1          | 0          | 5          | 0          | 16       | 7        |
| Internazionale        | Összesen | 69              | 49              | 8          | 3          | 22         | 7          | 99       | 59       |
| Real Madrid           | 2002-03  | 31              | 23              |            |            | 11         | 6          | 42       | 29       |
| Real Madrid           | 2003-04  | 32              | 24              |            |            | 9          | 4          | 41       | 28       |
| Real Madrid           | 2004-05  | 34              | 21              |            |            | 10         | 3          | 44       | 24       |
| Real Madrid           | 2005-06  | 23              | 14              | 2          | 1          | 2          | 0          | 25       | 14       |
| Real Madrid           | 2006-07  | 7               | 1               | 2          | 1          | 4          | 2          | 11       | 3        |
| Real Madrid           | Összesen | 127             | 83              |            |            | 36         | 15         | 166      | 98       |
| Milan                 | 2006-07  | 14              | 7               | 0          | 0          | 0          | 0          | 14       | 7        |
| Milan                 | 2007-08  | 6               | 2               | 0          | 0          | 0          | 0          | 20       | 9        |
| Milan                 | Összesen | 14              | 7               |            |            |            |            |          |          |
| Corinthians           |          |                 |                 |            |            |            |            |          |          |
| 2009                  | 20       | 12              | 8               | 3          | 10         | 8          | 38         | 23       |          |
| 2010                  | 11       | 6               | 7               | 3          | 9          | 3          | 27         | 12       |          |
| 2011                  |          |                 | 2               | 0          | 2          | 0          | 4          | 0        |          |
| Összesen              | 31       | 18              |                 |            | 17         | 6          | 21         | 11       |          |
| Karrierjében összesen |          | 343             | 247             | 133        | 72         | 42         | 33         | 517      | 352      |

#### A válogatottban
| Brazília | Brazília | Brazília |
| Év       | Mérk.    | Gól      |
| -------- | -------- | -------- |
| 1994     | 4        | 1        |
| 1995     | 6        | 3        |
| 1996     | 4        | 5        |
| 1997     | 20       | 15       |
| 1998     | 10       | 5        |
| 1999     | 10       | 7        |
| 2000     | –        | –        |
| 2001     | –        | –        |
| 2002     | 12       | 11       |
| 2003     | 8        | 3        |
| 2004     | 11       | 6        |
| 2005     | 5        | 1        |
| 2006     | 7        | 5        |
| 2007     | –        | –        |
| 2008     | –        | –        |
| 2009     | –        | –        |
| 2010     | –        | –        |
| 2011     | 1        | 0        |
| Összesen | 98       | 62       |

## Sikerei és díjai

#### A válogatottban
- Világbajnokság
  - világbajnok: 1994, 2002
  - ezüstérmes: 1998
  - Aranycipő: 2002 (8 gól)
  - Bronzcipő: 1998 (4 gól, 4 gólpassz), 2006 (3 gól, 1 gólpassz)
  - világbajnoki aranylabda: 1998
  - világbajnoki ezüstlabda: 2002
- FIFA Konföderációs Kupa
  - győztes: 1997
- Copa América
  - győztes: 1997, 1999
- Olimpiai játékok
  - bronzérmes: 1996 - Atlanta

### Klub
Cruzeiro
- Copa do Brasil: 1993

PSV Eindhoven
- Holland labdarúgókupa: 1996

FC Barcelona
- Kupagyőztesek Európai Kupája: 1997
- Spanyol Kupa: 1997
- Spanyol labdarúgó-szuperkupa: 1996

Internazionale
- UEFA-kupa: 1998

Real Madrid
- Interkontinentális kupa: 2002
- Európai Szuperkupa: 2002
- La Liga – Primera División bajnokság: 2002/2003, 2006/2007
- Spanyol labdarúgó-szuperkupa: 2003

AC Milan
- Serie A: 2008–2009

Corinthians
- Campeonato Paulista: 2009
- Copa do Brasil: 2009

### Egyéni
- FIFA év labdarúgója: 1996 (legfiatalabb győztes), 1997, 2002
- World Soccer szerinti év játékosa: 1996 (legfiatalabb győztes), 1997, 2002
- Az év európai játékosa (Ballon d'Or): 1997 (legfiatalabb győztes), 2002
- Onze d’Or: 1997, 2002
- Az UEFA klublabdarúgásdíjai – 1998
- Európai aranycipő: 1997
- 1999-es Copa América: Legjobb góllövő
- Spanyol bajnokság Legjobb góllövő: 1996–1997, 2003–2004
- Holland bajnokság legjobb góllövő: 1994–1995
- Interkontinentális kupa MVP: 2002
- BBC év legjobb sportolója: 2002
- Aranyláb díj: 2006